# Deep Ecliptic Survey
| 1998 WW31            | 18 listopada 1998    |
| (19521) Chaos        | 19 listopada 1998    |
| (28978) Iksjon       | 22 maja 2001         |
| (38083) Rhadamanthus | 17 kwietnia 1999     |
| (42301) 2001 UR163   | 21 października 2001 |
| (53311) Deukalion    | 18 kwietnia 1999     |
| (54598) Bienor       | 27 sierpnia 2000     |

Deep Ecliptic Survey (DEP, "Głębokie przeszukiwanie ekliptyki") – program badawczy, którego zadaniem jest wyszukiwanie obiektów znajdujących się w pasie Kuipera. Obserwacje prowadzone są w obserwatoriach należących do National Optical Astronomy Observatory (NOAO): Międzyamerykańskim Obserwatorium Cerro Tololo i Narodowym Obserwatorium Kitt Peak. Głównym szefem programu jest Bob Millis.
W latach 1998–2003 przeglądem objęto 550 stopni kwadratowych nieba. Odkryto 382 obiekty z pasa Kuipera oraz centaury. Najważniejsze odkrycia programu to obiekty (19521) Chaos, (28978) Iksjon i 1998 WW31.